# 야마다 나오키
야마다 나오키(일본어: 山田 直輝, 1990년 7월 4일 ~ )는 일본의 축구 선수이다.

## 구단 경력
그는 2008년부터 J리그의 우라와 레즈, 쇼난 벨마레에서 뛰었다.

## 국가대표팀 경력
그는 2007년 FIFA U-17 월드컵에 참가할 일본 U-17 국가대표팀에 발탁되었으며, 3경기에 출전했다.
2009년 5월 27일 칠레과의 경기에서 일본 국가대표팀에 데뷔했다. 그는 2010년까지 국제 A매치 통산 2경기에 출전했다.

## 통계
| 일본 | 일본 | 일본 |
| 연도 | 출전 | 득점 |
| ---- | ---- | ---- |
| 2009 | 1    | 0    |
| 2010 | 1    | 0    |
| 통산 | 2    | 0    |